# Chitina sintasi
La chitina sintasi è un enzima appartenente alla classe delle transferasi, che catalizza la seguente reazione:
UDP-N-acetil-D-glucosammina + [1,4-(N-acetil-β-D-glucosamminile)]n ⇄ UDP + [1,4-(N-acetil-β-D-glucosamminile)]n+1
L'enzima converte l'UDP-N-acetil-D-glucosammina in chitina e UDP.